# Vanders
 (septembre 2018).
Si vous disposez d'ouvrages ou d'articles de référence ou si vous connaissez des sites web de qualité traitant du thème abordé ici, merci de compléter l'article en donnant les références utiles à sa vérifiabilité et en les liant à la section « Notes et références ».
Vanders, né Damien Vanderstraeten le 15 juin 1974, est un photographe et un dessinateur de bande dessinée français.

## Œuvres

### Albums
- Back to Perdition, scénario de Damien Marie, Vents d'Ouest

1. Back to Perdition 1, 2010  (ISBN 978-2-7493-0540-0)
2. Back to Perdition 2, 2011  (ISBN 978-2-7493-0607-0)

- Parce que le Paradis n'existe pas, scénario de Damien Marie, Bamboo, collection Grand Angle, 2009  (ISBN 978-2-350-78588-2)
- Règlement de contes, scénario de Damien Marie, Soleil Productions

1. Règne animal, 2003  (ISBN 2-84565-458-8)[2]
2. Le Cœur de la forêt, 2003  (ISBN 2-84565-694-7)
3. Trois Cochons, 2004  (ISBN 2-84565-887-7)
4. La Mémoire dans la boue, 2005  (ISBN 2-84565-998-9)

- Welcome to Hope, scénario de Damien Marie, Bamboo, collection Grand Angle

1. Deux droites parallèles…, 2006  (ISBN 2-350-78095-3)
2. La somme des côtés…, 2007  (ISBN 978-2-35078-260-7)
3. Inéquation…, 2008  (ISBN 978-2-35078-396-3)

- Les artistes se mobilisent contre la violence faite aux femmes, scénario et dessins collectifs, Des Ronds Dans L'O - Amnesty International, 2009  (ISBN 978-2-917237-06-9)
- Les chansons en imaches de Raoul de Godewarsvelde, scénario d'Olivier Brazao et Xavier Bétaucourt, dessins collectifs, Imbroglio, 2006
- Liverfool, scénario de Gihef, Emmanuel Proust éditions, collection Atmosphères, 2012  (ISBN 978-2-84810-414-0)
- 62 auteurs de Boulogne Dessiné, collectif, Les Amis de la B.D., 2010

Participations à : 
- Marie Moinard et collectif, En chemin elle rencontre... Les artistes se mobilisent contre la violence faites aux femmes, Vincennes/Paris, Des ronds dans l'O / Amnesty International, septembre 2009, 96 p. (ISBN 978-2-917237-06-9)
- Marie Moinard et collectif, En chemin elle rencontre... Les artistes se mobilisent pour le respect des droits des femmes, Vincennes/Paris, Des ronds dans l'O / Amnesty International, février 2011, 96 p. (ISBN 978-2-917237-15-1)
- Marie Moinard et collectif, En chemin elle rencontre... Les artistes se mobilisent pour l'égalité femme-homme, Vincennes/Paris, Des ronds dans l'O / Amnesty International, février 2013, 84 p. (ISBN 978-2-917237-46-5)